# Monte Corno (Ligurische Alpen)
Der Monte Corno bildet zusammen mit Rocca di Corno und Rocca degli Uccelli einen Bergrücken auf etwa 300 m Höhe über dem Meeresspiegel in den südlichen Ligurischen Alpen, der sich vor allem durch seine Felsflanken auszeichnet. Direkt östlich des Monte Corno verläuft die Via Julia Augusta.
Die Steilabfälle sind ein klassisches italienisches Klettergebiet.